# Grimpoteuthis plena
Grimpoteuthis plena là một loài bạch tuộc trong họ Opisthoteuthidae.